# Nazioni partecipanti all'Eurovision Choir
     Paesi che hanno partecipato almeno una volta
     Paesi che non hanno mai partecipato ma potrebbero
     Paesi che avrebbero dovuto debuttare ma che si sono ritirati prima della finale

Paesi che hanno partecipato almeno una volta
Paesi che non hanno mai partecipato ma potrebbero
Paesi che avrebbero dovuto debuttare ma che si sono ritirati prima della finale

Le Nazioni partecipanti all'Eurovision Choir sono state tredici da quando il festival è cominciato nel 2017. Di queste, due hanno vinto almeno una volta la competizione, organizzata dall'Unione europea di radiodiffusione (UER) e dall'Interkultur Foundation, che si teneva ogni due anni, in uno dei paesi dell'Unione.
Ogni paese partecipante proponeva un coro non professionale di qualsiasi genere che poteva esibirsi dai 3 ai 5 minuti sul palco, presentando uno o più brani (dal genere libero e che può rispecchiare la tradizione nazionale o regionale). Erano ammessi strumenti musicali, purché suonati dai coristi, e solisti che però non dovevano dominare durante la performance.
Alla fine dei brani in gara la Giuria Internazionale, formata da esperti musicali e conduttori/coristi, era determinante: dopo aver commentato la performance appena conclusa, ciascun membro decideva all'unanimità chi fosse il gruppo corale vincitore.
La partecipazione al concorso era principalmente aperta a tutte le emittenti membri attivi dell'UER. Per essere un membro attivo, le emittenti dovevano far parte della zona europea di radiodiffusione, o essere in un paese membro del Consiglio d'Europa. L'ammissibilità a partecipare, quindi, non era determinata dall'inclusione geografica all'interno del continente europeo, né a un collegamento diretto con l'Unione europea. Però, nessun paese geograficamente al di fuori dei confini dell'Europa o transcontinentali ha mai gareggiato.

## Partecipazioni mancate
- paesi che avrebbero potuto formalmente debuttare;
- paesi che avrebbero dovuto debuttare, ma non hanno mai partecipato.

| Paese         | Rete/i televisiva/e |
| ------------- | ------------------- |
| Australia     | SBS                 |
| Liechtenstein | 1 FL TV             |
| Kazakistan    | Khabar Agency       |
| Kosovo        | RTK                 |
| Francia       | France Télévisions  |
| Romania       | TVR                 |

## Membri dell'UER che non partecipano
Di seguito, una tabella riassuntiva, di altri paesi membri dell'UER, che non hanno mai voluto partecipare:
| Paese                | Rete/i Televisiva/e |
| -------------------- | ------------------- |
| Albania              | RTSH                |
| Algeria              | ENTV ENRS TDA       |
| Andorra              | RTVA                |
| Armenia              | ARMTV               |
| Austria              | ORF                 |
| Azerbaigian          | İctimai TV          |
| Bielorussia          | BTRC                |
| Bosnia ed Erzegovina | BHRT                |
| Bulgaria             | BNT                 |
| Cipro                | CyBC                |
| Città del Vaticano   | RV                  |
| Croazia              | HRT                 |
| Egitto               | ERTU                |
| Estonia              | ETV                 |
| Finlandia            | Yle                 |
| Georgia              | GPB                 |
| Giordania            | JRTV                |
| Grecia               | ERT                 |
| Islanda              | RÚV                 |
| Irlanda              | TG4                 |
| Israele              | IPBC                |
| Italia               | Rai                 |
| Libano               | Télé-Liban          |
| Libia                | LNC                 |
| Lituania             | LRT                 |
| Lussemburgo          | RTL                 |
| Macedonia del Nord   | MRT                 |
| Malta                | PBS                 |
| Marocco              | TVM                 |
| Moldavia             | TRM                 |
| Principato di Monaco | TMC                 |
| Montenegro           | RTCG                |
| Paesi Bassi          | AVROTROS            |
| Polonia              | TVP                 |
| Portogallo           | RTP                 |
| Regno Unito          | ITV                 |
| Repubblica Ceca      | ČT                  |
| Russia               | VGTRK               |
| San Marino           | SMRTV               |
| Serbia               | RTS                 |
| Slovacchia           | RTVS                |
| Spagna               | RTVE                |
| Tunisia              | ERTT                |
| Turchia              | TRT                 |

## Partecipanti
La seguente tabella elenca i paesi, in ordine alfabetico (internazionale), che hanno partecipato al concorso almeno una volta, con le rispettive reti televisive, il debutto e la loro ultima partecipazione. Ogni paese, inoltre, è dotato del proprio simbolo dell'Eurovision Choir: un cuore, contenente la propria bandiera.
Legenda
- paesi che si sono ritirati dalla manifestazione
- paesi che hanno sempre partecipato alla manifestazione (ovvero nel 2017 e nel 2019)

| Paese     | Anno di debutto | Ultima partecipazione | N° di Partecipazioni | Vittorie | Miglior risultato | Rete/i Televisiva/e |
| --------- | --------------- | --------------------- | -------------------- | -------- | ----------------- | ------------------- |
| Austria   | 2017            | 2017                  | 1                    | 0        | NF 2017           | ORF                 |
| Belgio    | 2017            | 2019                  | 2                    | 0        | NF 2017, 2019     | VRT                 |
| Danimarca | 2017            | 2019                  | 2                    | 1        | 1º 2019           | DR                  |
| Estonia   | 2017            | 2017                  | 1                    | 0        | NF 2017           | ERR                 |
| Galles    | 2017            | 2019                  | 2                    | 0        | 2º 2017           | S4C                 |
| Germania  | 2017            | 2019                  | 2                    | 0        | NF 2017, 2019     | NDR                 |
| Lettonia  | 2017            | 2019                  | 2                    | 0        | 2º 2017           | LTV                 |
| Norvegia  | 2019            | 2019                  | 1                    | 0        | NF 2019           | NRK                 |
| Scozia    | 2019            | 2019                  | 1                    | 0        | NF 2019           | BBC Alba            |
| Slovenia  | 2017            | 2019                  | 2                    | 0        | 1º 2017           | RTV SLO             |
| Svezia    | 2019            | 2019                  | 1                    | 0        | NF 2019           | SVT                 |
| Svizzera  | 2019            | 2019                  | 1                    | 0        | NF 2019           | RSI                 |
| Ungheria  | 2017            | 2017                  | 1                    | 0        | NF 2017           | Duna TV             |

## Medagliere

### Legenda
- Paese non più esistente
- Paese ritiratosi dalla manifestazione

| Pos. | Paese     | 1º posto | 2º posto | 3º posto | Totale |
| ---- | --------- | -------- | -------- | -------- | ------ |
| 1    | Slovenia  | 1        | 0        | 1        | 2      |
| 2    | Danimarca | 1        | 0        | 0        | 1      |
| 3    | Lettonia  | 0        | 1        | 1        | 2      |
| 4    | Galles    | 0        | 1        | 0        | 1      |
| 5    | Austria   | 0        | 0        | 0        | 0      |
| 5    | Belgio    | 0        | 0        | 0        | 0      |
| 5    | Estonia   | 0        | 0        | 0        | 0      |
| 5    | Germania  | 0        | 0        | 0        | 0      |
| 5    | Norvegia  | 0        | 0        | 0        | 0      |
| 5    | Scozia    | 0        | 0        | 0        | 0      |
| 5    | Svezia    | 0        | 0        | 0        | 0      |
| 5    | Svizzera  | 0        | 0        | 0        | 0      |
| 5    | Ungheria  | 0        | 0        | 0        | 0      |

## Paesi partecipanti nei decenni

### Legenda
- "vincitore", il paese ha vinto l'Eurovision Choir in quell'anno;
- "secondo", il paese è arrivato secondo in quell'anno;
- "terzo", il paese è arrivato terzo in quell'anno;
- "rimanenti", il paese può essere arrivato dal quarto, al penultimo posto;
- "debutto", il paese è debuttato in quell'anno;
- "non partecipante", il paese non ha partecipato o si è ritirato in quell'anno;

#### Anni 2010
| 2017–2019                       | 2017–2019 | 2017–2019 |
| Paesi partecipanti e debuttanti | 2017 (9)  | 2019 (10) |
| ------------------------------- | --------- | --------- |
| Austria                         | =4        |           |
| Belgio                          | =4        | =4        |
| Danimarca                       | =4        | 1         |
| Estonia                         | =4        |           |
| Galles                          | 2         | =4        |
| Germania                        | =4        | =4        |
| Lettonia                        | 3         | 2         |
| Norvegia                        |           | =4        |
| Scozia                          |           | =4        |
| Slovenia                        | 1         | 3         |
| Svezia                          |           | =4        |
| Svizzera                        |           | =4        |
| Ungheria                        | =4        |           |

## Primati
Primati all'Eurovision Choir.
- Maggior numero di vittorie:  Danimarca,  Slovenia - 1
- Maggior numero di edizioni ospitate:  Lettonia (Riga),  Svezia (Göteborg) -1
- Maggior numero di occasioni sul podio:  Lettonia,  Slovenia - 2
- Maggior numero di partecipazioni al secondo posto:  Galles,  Lettonia - 1
- Maggior numero di partecipazioni al terzo posto:  Lettonia,  Slovenia - 1
- Maggior numero di partecipazioni:  Belgio,  Danimarca,  Galles,  Germania,  Lettonia,  Slovenia- 2
- Minor numero di partecipazioni:  Austria,  Estonia,  Norvegia,  Scozia,   Svezia,  Svizzera,  Ungheria - 1
- Miglior debutto:  Slovenia (debutto e vittoria nel 2017)